# Такапи
Такапи́ — деревня в Балезинском районе Удмуртской Республики. Входит в Кожильское сельское поселение.

## География
Деревня примыкает к районному центру посёлку Балезино. Через деревню протекает река Юнда, к северо-востоку протекает река Чепца.

## История
Деревня основана в 19 веке как починок Биялошур (Такапи) и входила в состав Извильского общества Кестымской волости Глазовского уезда Вятской губернии. С 1924 в Кестымском сельсовете, а с 1925 в Бодыпиевском сельсовете Ягошурской волости. В 1965 относилась к Извильскому сельсовету, а после 1971 - к Кожильскому.

## Инфраструктура
В деревне работает СПК им. Мичурина. Ближайшая железнодорожная станция — Балезино (маршруты Балезино — Ижевск, Балезино — Пермь). Связь с райцентром — автобусный маршрут.

## Население
| 2010 | 2012 | 2014 |
| ---- | ---- | ---- |
| 421  | →421 | ↗477 |